# Raúl Bobadilla
Raúl Marcelo Bobadilla (ur. 18 czerwca 1987 w Buenos Aires) – paragwajski piłkarz argentyńskiego pochodzenia występujący na pozycji napastnika. W kwietniu 2015 roku otrzymał obywatelstwo paragwajskie. Od lata 2013 roku zawodnik FC Augsburg.

## Kariera klubowa
Raúl Bobadilla jako junior trenował w zespole Club Atlético River Plate, jednak po przeprowadzce do Szwajcarii został zawodnikiem drugoligowego klubu Concordia z Bazylei. W nowej drużynie Bobadilla stworzył duet napastników z Andre Muffem. W sezonie 2006/2007 argentyński napastnik zdobył osiemnaście bramek w 28 meczach, a Concordia uplasowała się na siódmej pozycji w ligowej tabeli.
Dobra forma sprawiła, że w lipcu 2007 Bobadilla podpisał kontrakt z pierwszoligowym Grasshoppers Zurych. W nowym klubie także imponował bardzo dobrą skutecznością i sezon zakończył z osiemnastoma trafieniami na koncie. Wspólnie z Thomasem Häberlim zajął drugie miejsce w klasyfikacji najlepszych strzelców ustępując tylko Hakanowi Yakınowi. Bobadilla znalazł się także w czwórce najlepszych piłkarzy rozgrywek 2007/2008. Grasshoppers zajęło czwarte miejsce w Axpo Super League i zapewniło sobie udział w Pucharze Intertoto. W trzeciej rundzie tych rozgrywek, 26 lipca 2008 Bobadilla strzelił zwycięską bramkę dla swojej drużyny w przeciwko drużynie Czernomorec 919 Burgas. 30 lipca w zwycięskim 3:1 spotkaniu z FC Sion Argentyńczyk zdobył swoje dwie pierwsze bramki w sezonie 2008/2009.
11 czerwca 2009 Bobadilla odszedł do niemieckiej Borussii Mönchengladbach, z którą podpisał czteroletni kontrakt. Pierwszego gola w Bundeslidze strzelił 28 września w zwycięskim 2:0 spotkaniu z 1. FSV Mainz 05. W sezonie 2009/2010 zdobył 4 bramki w 30 występach, w tym 25 w podstawowym składzie. W styczniu 2012 odszedł do BSC Young Boys.
3 stycznia podpisał czteroipółletni kontrakt z FC Basel, a 15 sierpnia przeszedł do FC Augsburg, z którym podpisał umowę obowiązującą do 30 czerwca 2016.